# リモージュ

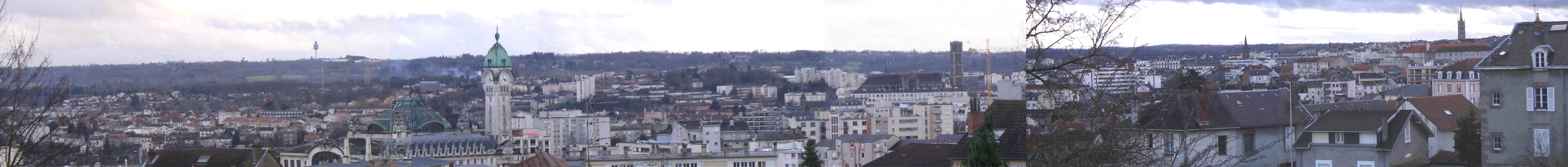
リモージュのパノラマ

リモージュ（Limoges）は、フランスの中部に位置する都市で、ヌーヴェル＝アキテーヌ地域圏、オート＝ヴィエンヌ県のコミューンである。
リモージュ磁器の生産で知られる。地名の語源はケルト系部族のレモウィケス族（Lemovices）に由来する。

## 歴史

### 古代・中世
リモージュの起源は、ヴィエンヌ川ほとりの小さな村がローマ都市となった、およそ2000年前であった。この時期はガリア・アクィタニアの一部で、3世紀に聖マルシアル（マルシャル、マーシャル）がこの地域に宣教し、キリスト教化した。この聖人に対する崇敬は世紀を超え、9世紀にはサン＝マルシャル修道院がその墓の上に建設された。このために、サンティアゴ・デ・コンポステーラの巡礼路が整備されると、ヴェズレーを基点とするヴェズレーの道（リモージュの道とも）に組み込まれて大いに繁栄した。
13世紀にはシテ地区にサン＝テティエンヌ大聖堂の建設が開始された。この大聖堂は断続的に工事が継続され、最終的に1888年に完成した。その間、1862年には「歴史的記念建造物」にも指定されている。
1370年の百年戦争時、リモージュはイングランド皇太子のエドワード黒太子によって占領された。ジャン・フロワサールによると、黒太子は約3000の住人を虐殺した。

### 近代
1792年、街と城が統一されて、1つの街リモージュとなった。フランス革命の間、多くの宗教的建造物が、アンシャン・レジームの象徴と見なされ、破壊された。サン＝マルシャル修道院もこれに含まれていた。
数年後、1768年にリモージュ近郊で発見されたカオリナイトの恩恵によって、磁器産業が発展し始めた。多くの住人が、新しく始まった窯業とそれに関連する産業（磁器を焼くために使用する木の伐採を含めて）に従事していた。
19世紀リモージュは建設ラッシュであった。それは街の中心の多くの建物の再開発を含んでいた。それまで街は売春の巣窟であり不健全であると見なされていたので、再開発は必要であった。貧困層の危険な状況が、フランス7月革命や1848年4月、1905年初頭を含む多くの暴動のきっかけとなり注目された。フランス最初の労働団体であるフランス労働総同盟が、1895年9月23日リモージュで結成された。

## 文化

### 磁器
リモージュ磁器の生産で知られるリモージュは1771年をその始まりと言われる。現在ではパリやセーヴルよりも、リモージュこそがフランス磁器の中心地という意見や、パリのレストランではリモージュ磁器の食器が多く使われているという評価もある。
この地で生まれたルノワールも磁器の絵付けをしていたことがあるという。
リモージュにはアドリアン・デュブーシェ国立博物館という陶磁器の博物館もあり、ここではリモージュはもとよりフランスのみならず世界各地の陶磁器が分類・展示されている。4,000点のリモージュ磁器コレクションを展示している。

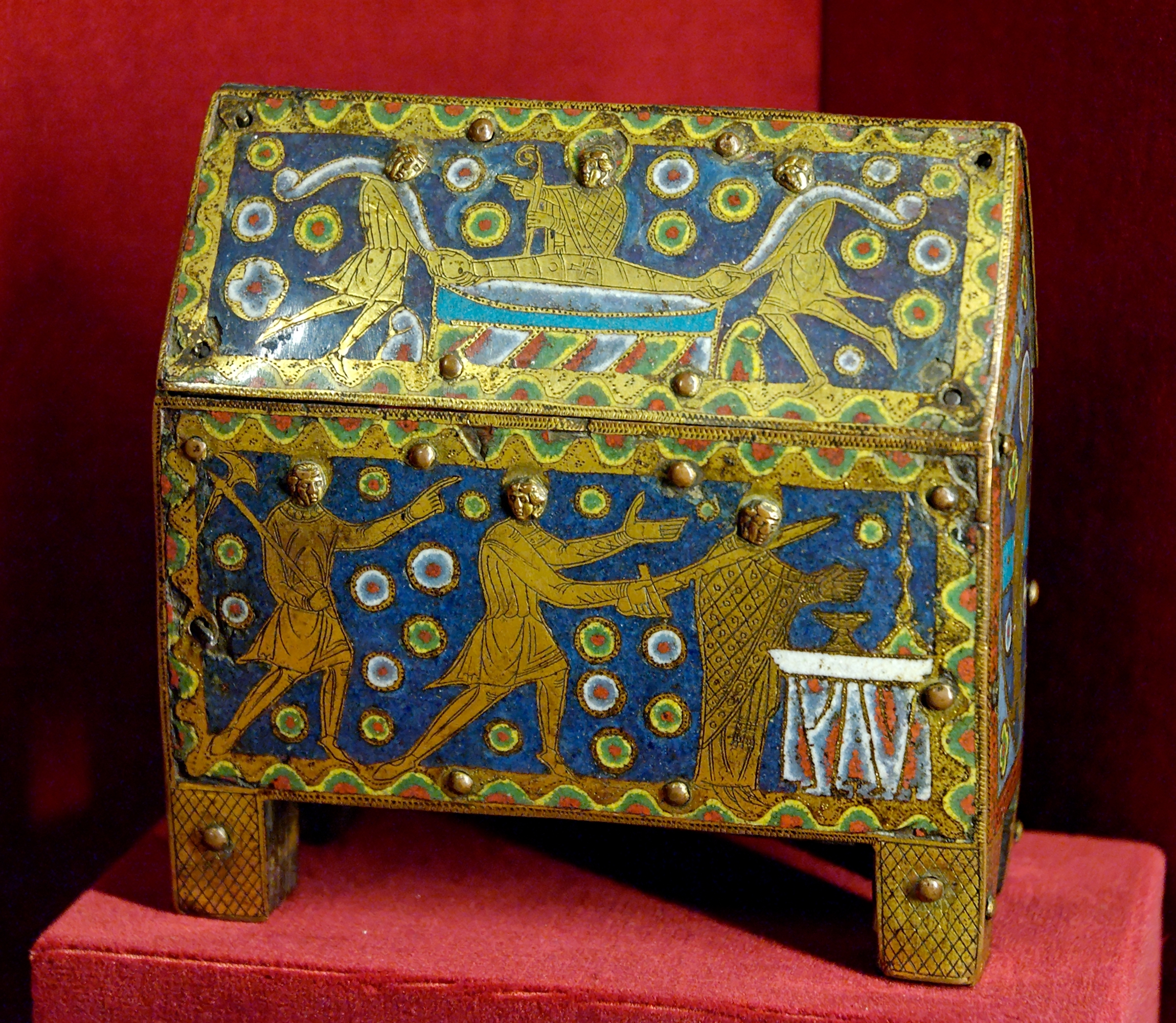
12世紀前半の七宝焼の聖遺物箱（聖人の骨を入れる箱）

### エマイユ
リモージュのエマイユ（Émail。七宝焼と訳される）も有名で、これは上述の磁器よりもはるかに歴史は古く、リモージュの磁器の基礎でもあったとも言われる。古くからヨーロッパ各地にあった七宝焼きは、ロマネスク芸術として語られる骨董もあり、特に12世紀後半から13世紀にかけてリモージュ周辺のエマイユは他の地域と比して大きく発展した。
リモージュ市立博物館では12世紀から20世紀までのエマイユが見学できる。

### リモージュ大学
1968年創立の、フランス西部の中心とも評されるリモージュ大学がある。

## 交通
- リモージュ・トロリーバス

## 人口統計
| 1962年  | 1968年  | 1975年  | 1982年  | 1990年  | 1999年  | 2006年  | 2012年  |
| ------- | ------- | ------- | ------- | ------- | ------- | ------- | ------- |
| 118 576 | 132 935 | 143 725 | 140 400 | 133 464 | 133 968 | 136 539 | 136 221 |

source=1999年までLdh/EHESS/Cassini、2004年以降INSEE

## 関係者

### 主な出身者
- ジャン・ドラ：詩人
- マリー・フランソワ・サディ・カルノー：政治家
- ピエール＝オーギュスト・ルノワール：画家
- ポール・ランソン：画家
- ピエール・デザルト：数学者
- ローラン・デュマ：政治家、外務大臣
- ゴーヴァン・セル : シンガーソングライター

### 居住・ゆかりの人物
- ジャック・テュルゴー：政治家、重農主義・啓蒙主義経済学者。1761年にリモージュの地方代官。
- 佐藤友太郎：明治初期、京都府からの留学生（工芸・美術）。
- セルジュ・ゲンスブール：作曲家、映画監督。ロシア（ウクライナ）移民の一家で、青少年期はパリ20区、パリ9区、第二次世界大戦開戦後はリモージュ、パリ解放少し前にパリ16区に居住。

## 姉妹都市
- グロドノ、ベラルーシ、1982年
- ピルゼン、チェコ、1987年
- シャーロット、アメリカ合衆国ノースカロライナ州、1992年
- フュルト、ドイツ、1992年
- 瀬戸市、愛知県、2003年